# Terrorism
För andra betydelser, se Terrorism (olika betydelser).

Terrorattacken mot World Trade Center i New York den 11 september 2001. Attacken krävde nära 3 000 döda och 6 200 skadade.

Terrorism (från latin terror 'rädsla, fruktan') är det systematiska och hänsynslösa användandet av våld eller förstörelse, för att genom att injaga rädsla försöka tvinga fram politiska förändringar. Begreppet härstammar från Jakobinernas régime de la terreur (Skräckväldet) under franska revolutionen. Terrorism har använts av högerinriktade och vänsterinriktade politiska organisationer, liksom religiösa, nationalistiska, etniska och revolutionära grupper samt regeringar. Terrorism refererar till ett fenomen som inkluderar den faktiska handlingen, liksom de ansvariga och deras motiv. Den som praktiserar terrorism är en terrorist.
Internationellt etablerade definitioner av terrorism inkluderar endast attentat (politiskt motiverade våldshandlingar) som syftar till att skapa skräck; handlingarna utförs för att uppnå ett ideologiskt mål och görs utan någon hänsyn för om oskyldiga drabbas. Därmed kontrasteras terrorism mot enskilda våldsdåd. Vissa definitioner inkluderar dock att våldshandlingarna ska vara olagliga (politisk brottslighet).

Terrorattacken mot Mar Elias kyrka i Damaskus, Syrien den 22 juni 2025.

Svensk lag och EU-lagstiftning definierar terrorism som en straffbar gärning, till exempel mord, som allvarligt ska kunna skada en stat. Den som begår brottet ska dessutom ha haft i syfte antingen (1) att injaga allvarlig fruktan hos befolkningen, (2) att tvinga offentliga organ att vidta eller avstå från att vidta åtgärder eller (3) att destabilisera eller förstöra grundläggande strukturer i en stat.
För att en serie våldshandlingar ska kunna kallas terrorism ska aktören vara en icke-stat. Om aktören i stället är en stat, kallas samma handling ofta istället istället statsterrorism eller krigshandling. Brott mot krigets lagar, inklusive terrorbombning och annan hänsynslös krigföring faller därmed utanför terrorismbegreppet. Statsterrorism kan vara en stats försök att "oskadliggöra" regimkritiker i exil, liksom likvidation av utpekade terrorister utanför lagens ram.
Den som av en part betraktas som terrorist kan av en annan part kallas för frihetskämpe. Ett exempel är fredspristagaren Nelson Mandela som från 1980-talet fram till 2008 stod på USA:s terroristlista.

## Definitioner

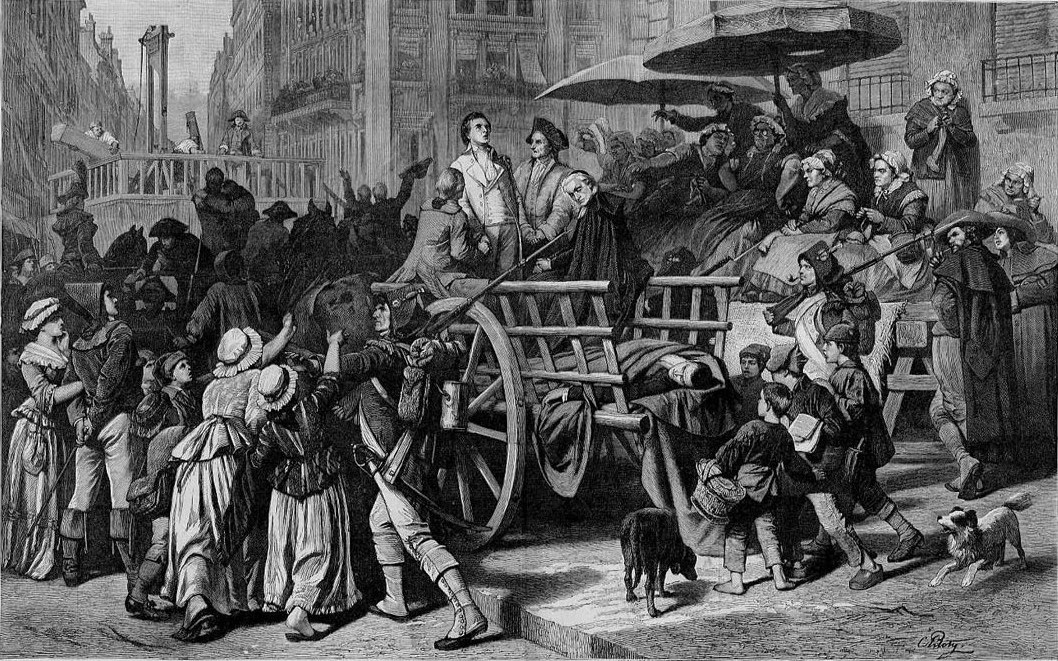
Jakobinernas välde under franska revolutionen gav upphov till termen terrorism.

Det finns en rad olika definitioner för begreppet terrorism. Ingen definition har lyckats bli universell och accepterad av alla. Begreppet är starkt politiskt och känslomässigt laddat, vilket ökar svårigheten att ge begreppet en precis definition. Studier har visat att det finns över 100 definitioner med ett flertal olika element, liksom att begreppet är omstritt och politiskt kontroversiellt. Konceptet är kontroversiellt eftersom begreppet ofta används av stater för att avlegitimera politiska motståndare, ofta i syfte att legitimera den egna statens användande av våld mot dessa motståndare. Under 70- och 80-talet försökte FN att definiera begreppet men misslyckades då det rådde delade meningar hos de olika medlemsländerna främst vad gäller användandet av våld för självständighet. Enligt terroristexperten Walter Laqueur är det enda som förenar de olika definitionerna att de inkluderar våld och hot om våld. Då det råder delade meningar om begreppet försöker vissa nyhetskanaler, till exempel BBC, att undvika ordet 'terrorist' i sina nyhetsrapporteringar. Det finns dock en rad definitioner som används mycket brett och som har stora likheter. En definition som har skapats i en antiterror-resolution från FN:s Generalförsamling lyder:
| ” | Terrorism är en handling som syftar till att döda eller allvarligt skada civila eller icke-stridande, med avsikt att skrämma en befolkning eller utöva tvång på en regering eller en internationell organisation. | „ |

En minimal definition som föreslagits av terrorexperten Alex P. Schmid inom FN:s arbete mot terrorism lyder: "Act of Terrorism = Peacetime Equivalent of War Crime." FN:s organ för brottsbekämpning anger även en lång akademisk konsensus-definition som tagits fram av Alex P. Schmid och A. J. Jongman:
| ” | Terrorism är en metod för framkallande av fruktan med upprepade våldsaktioner, utförd av (semi) olagliga individer, grupper eller statliga aktörer, av idiosynkratiska, kriminella eller politiska skäl, vid vilken - i motsats till mord - direkt våld inte är det viktigaste målet. Det omedelbara mänskliga offret för våldet väljs i allmänhet slumpmässigt (målmöjligheter) eller selektivt (representativt eller symboliskt mål) från en målgrupp, och tjänar som meddelandeskapare. Hot- och våldsbaserade kommunikationsprocesser mellan terrorism (organisation), (fara) offer, och viktiga mål används för att manipulera det direkta målet (målgrupp (er)) och omvandlar den till ett mål för terror, ett mål för krav, eller ett mål för uppmärksamhet, beroende på om hot, tvång eller propaganda eftersträvas i första hand. | „ |

Filosofen och terrorexperten Igor Primoratz gör följande definition:
| ” | Terrorism är avsiktlig användning av våld, eller hot om användning av våld, mot oskyldiga människor, i syfte att skrämma andra människor att utföra handlingar de annars inte skulle utfört. | „ |

William Luther Pierce, ideolog och ledare för amerikanska National Alliance, ger i sin skönlitterära bok Turners dagböcker denna definition av politisk terrorism.
| ” | Ett av de viktiga syftena för politisk terror, alltid och överallt, är att framtvinga repressalier från myndigheterna och att tvinga dem att bli mer repressiva, vilket alienerar en del av befolkningen och skapar sympati för terroristerna. Det andra viktiga syftet är att skapa oro genom att förstöra befolkningens känsla av trygghet och deras tro på att regeringen inte kan besegras (genom direkt aktion). | „ |

Inom EU används en definition som tillkommit med de nya direktiven om lagar mot terroristbrott. Den svenska lagen om straff för terroristbrott använder samma definition; man kan dömas för terroristbrott om man begår någon av vissa gärningar, gärningen allvarligt kan skada en stat eller en mellanstatlig organisation och avsikten med gärningen är att:
- injaga allvarlig fruktan hos en befolkning eller befolkningsgrupp,
- otillbörligen tvinga offentliga organ eller en mellanstatlig organisation att vidta eller att avstå från att vidta en åtgärd, eller
- allvarligt destabilisera eller förstöra grundläggande politiska, konstitutionella, ekonomiska eller sociala strukturer i en stat eller i en mellanstatlig organisation.[5]

## Historik

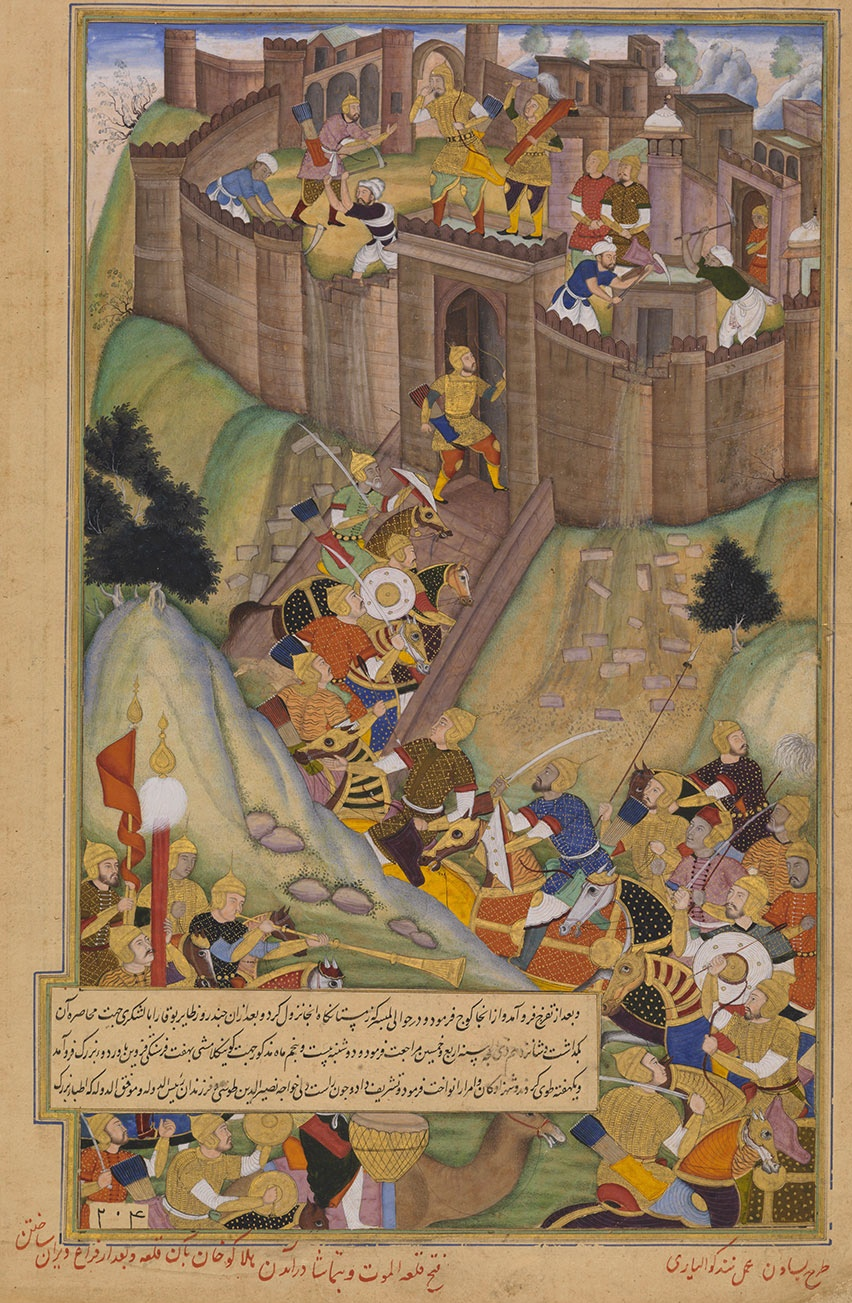
Den assasinska fästningen Alamut.

De judiska seloterna brukar utnämnas till historiens första terrorister. Vid tiden för Kristi födelse kämpade de mot det romerska imperiets ockupation. En annan tidig form av terrorism var grupper av assassiner, en muslimsk shiitisk sekt under 1100- och 1200-talet med fästen runt om i Mellanöstern. Assassinerna använde lönnmordet som vapen, deras medlemmar skickades ut i små grupper som tog livet på befälhavarna i de arméer som hotade deras fästen. 
Begreppet terrorism myntades först i slutet på 1700-talet i samband med franska revolutionen och jakobinernas skräckregim regime de la terreur. Maximilien de Robespierre var en av jakobinernas ledare och han menade att försvaret av revolutionens höga ideal mot dess yttre och inre fiender krävde terrorn. Då ordet terrorism infördes i Academie Française 1798 var det som något förknippat med det statliga skräckvälde som följde på den franska revolutionen.
Under 1800-talet förknippades terrorismen först med små oppositionella grupper som använde våld för att uppnå sina politiska mål. De flitigaste terroristerna under perioden var anarkister. Våldet var framför allt riktat mot politiker och andra ledare; såväl ryska tsarer som amerikanska presidenter mördades. Medlemmarna i den ryska revolutionära gruppen Narodnaja Volja (Folkets vilja) använde stolt ordet terrorism. De ansåg att tsaren och det dåvarande politiska systemet var omoraliskt och att det var berättigat att använda våld mot regimen. År 1881 mördade de tsar Alexander II, men gruppen misslyckades med att starta den revolution de drömde om. Gruppens metoder kom dock att inspirera andra som hoppades att det skulle vara möjligt att förändra de politiska villkoren med radikala metoder. En av dessa var den serbiske studenten Gavrilo Princip som ingick i den serbiska nationalistiska gruppen Svarta handen. I juni 1914 mördade han Österrike-Ungerns tronföljaren Franz Ferdinand vilket utlöste första världskriget.
Under andra världskriget verkade framgångsrika statsstödda terrorgrupper av vilka många var gerillor, partisangrupper och motståndsrörelser som organiserades och utrustades av de allierade. Den brittiska Special Operations Executive utvecklade många av de taktiker och tekniker som används av terroristgrupper idag.
I kampen för en judisk stat i Palestina utförde de sionistiska organisationerna Irgun och Lehi terrordåd. Bland annat mördade man den svenske FN-medlaren Folke Bernadotte.
De utomeuropeiska motståndsrörelserna utvecklades efter kriget ofta till nationalistiska terroristgrupper eller gerillor som verkade för avkolonisering. Under det kalla kriget använde sig båda sidor av terroristgrupper för att kriga via mellanhänder. Ett exempel är hur CIA medverkade till att bygga upp flera av dagens islamiska terrorgrupper genom träning i Afghanistan.
En variant av terrorism som tillkom under 1960-talet var flygplanskapningar. År 1969 utgjorde kapningarna nära 50 % av alla internationella terrorattacker det året. Under 1973 installerades metalldetektorer på flygplatserna, och några år senare hade antalet kapningar minskat med över 90 %. Under 1970-talet blev terrorismen en vardagsvara i Västeuropa genom tyska Röda armé-fraktionen (Baader-Meinhof-ligan), IRA, ETA och Röda brigaderna. Grupper som PLO och PKK var aktiva i Mellanöstern. Blodig statsterrorism användes av Kambodja och Iran och många länder i Afrika, Mellanöstern och Sydamerika har varit drabbade av terror både från staten och enskilda terrorgrupper. Israel och Palestina är sedan den tiden drabbat av återkommande terrorism och statsterrorism. Den första större självmordsattacken i modern tid var bombningen av den Irakiska ambassaden i Beirut 1981.

### Nutida terrorism
I det nutida Europa har bland annat Irländska republikanska armén (IRA) i Storbritannien och Nordirland samt Euskadi ta Askatasuna (ETA) i Spanien fortsatt sin politiska kamp med hjälp av terrorism. Även attentat utförda av religiösa sekter, till exempel japanska Aum shinrikyo som spred saringas i Tokyos tunnelbanesystem 20 mars 1995, räknas i normalfallet som terrordåd. Detta även om det politiska syftet varit något oklart. En minskning av den internationella terrorismen inträffade under åren för de östeuropeiska kommunistregimernas fall, men samtidigt växte den internationella islamistiska terrorismen. Mot mitten av nittiotalet hade antalet dödade per år ökat till fler än någonsin tidigare.  Efter en ny minskning i terrorns omfattning mot slutet av 1990-talet, inträffade angreppen den 11 september 2001 i nordöstra USA. Attacken torde vara historiens mest massmediala och uppmärksammade. Fyra passagerarflygplan kapades, varav två flögs rakt in i World Trade Center i New York och ett flögs in i Pentagon. Nära 3 000 människor dog, 6 200 skadades och flygplan, byggnader, stadsdelar och infrastruktur förstördes till värden av många miljarder dollar. Terroristerna var islamister och en majoritet av kaparna var saudiarabiska medborgare. Gruppen leddes av Mohammed Atta. Usama bin Ladin och hans terroristnätverk al-Qaida har tagit på sig det ultimata ansvaret för dådet.  
Efter terrorattackerna den 11 september 2001 inledde USA kriget mot terrorismen. Kriget riktar sig mot terrororganisationer och stater som USA anser stödjer terrorism. Inom EU hade man sedan tidigare enats om den Europeiska konventionen om undertryckande av terrorism (1977) och TREVI-systemet (1976) för samarbete mellan europeiska länder. Numera definieras samverkan mot terrorismen genom den tredje pelaren i Maastrichtfördraget (1992). Ett annat steg för samverkan mot terrorismen var Tokyo-konferensen (1986) som hade som mål att få med Sovjetunionen i det internationella samarbetet mot terrorismen. Åren efter 2001 har samarbetet mot terrorismen intensifierats avsevärt och en rad åtgärder, många som tidigare ansågs otänkbara, har införts. De senaste åren har en rad terrorangrepp drabbat världen, trots åtgärderna. Städer som London, Moskva, Madrid, Bombay, Paris och Oslo har drabbats av särskilt allvarliga attacker. Områden och länder som Indien, Pakistan, Tjetjenien, Colombia, Algeriet, Indonesien och Irak är särskilt utsatta.
Enligt Global Terrorism Index 2014 report begicks det 10000 terrorattentat år 2013, en ökning med 44% jämfört med föregående år, och nästan 18 000 människor dog. Militanta grupper som Islamska staten, al-Qaeda, Boko Haram och Talibangrupper låg bakom de flesta dödsoffren. Irak var det land som drabbades hårdast av terrorism. Enligt en FN-rapport 2012 är det ingen som dör i 50% av terrorattackerna, och det är 40 gånger fler som mördas än som dör i terrorattacker.
Global Terrorism Index för 2019 visar att terrorismen minskat för femte året i rad. År 2019 var minskningen 15 procent. I västvärlden var det den islamistiska terrorismen som orsakat flest dödsfall men den hade minskat medan den högerextrema terrorismen hade ökat. År 2019 dödades 89 personer i högerextrema terrordåd, varav 51 i moskéattacken i Christchurch.
2020 var Afghanistan det land i världen som var mest utsatt för terrorism, med 26 av de 50 värsta terrorattackerna i världen.

## Varianter

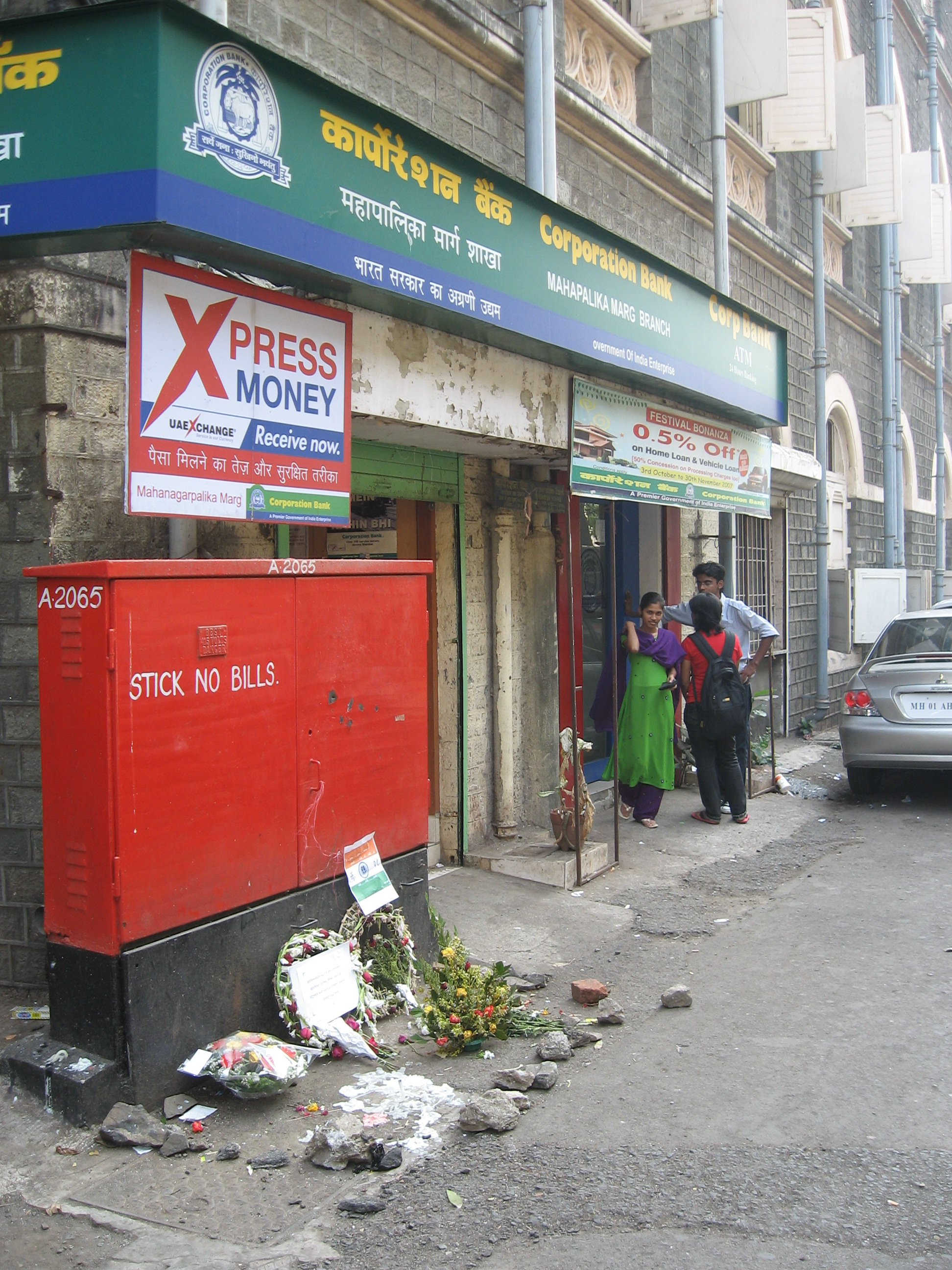
Blommor där tre polismän sköts ihjäl under terrorangreppen i Bombay i november 2008.

Terrorism kan indelas på olika sätt. En vanlig indelningsgrund utgår från metoden. Då talar man om terroristkategorier som självmordsbombare och flygplanskapare. På senare tid har det även diskuterats om informationskrigföring (från engelskans information warfare) skulle vara en terrorinriktning. Även det antyder en indelning som utgår från metoden. Vanligast är dock en indelning utgår från räckvidd och terroristorganisationens förhållande till staten. En indelning då är kategorierna inhemsk terrorism, internationell terrorism och statsterrorism.

### Efter räckvidd och statsmotsättning
- Inhemsk terrorism

Terroraktioner som verkar inom de nationella gränserna. Uppstår vanligen på grund av politiska, sociala och etniska konflikter. Identiteter och territorium spelar stor roll, liksom statlig repression. Exempel på organisationer kan vara ETA, 17 november och andra. Exempel på individer kan vara Anders Behring Breivik.
- Internationell terrorism

Terroraktioner eller terrororganisering som verkar över de nationella gränserna. Den här typen av terrorism har ökat kraftigt under de senare decennierna. Viktiga faktorer är nationalistiska territoralkonflikter och ideologisk och religiös övertygelse. Identiteter och internationella konflikter spelar stor roll. Exempel på organisationer är Al-Qaida, Hamas, PFLP, Islamiska Jihad och JRA.
- Statsterrorism

Huvudartikel: Statsterrorism
Statsterrorism är en term som avser terrorism som styrs eller har sitt ursprung från en statsledning, det vill säga när en stats regering arrangerar terroristdåd eller stödjer terroristgrupper verksamma mot den egna eller andra länders befolkningar. Också om termen normalt används om terrorhandlingar skilda från egentligt krig, passar många aktioner inom krigföring allmänt in på terrorismdefinitionen. Exempelvis de tyska reaktionerna på angrepp från motståndsrörelser under andra världskriget, som exempelvis kunde innebära avrättningar av slumpvis valda civila, är terrorism om man inte enkom undantar sådant från definitionen. Stater som ofta anklagas för statsterrorism inkluderar Colombia, Iran, Israel, Pakistan, Syrien och USA.
| Variabel                       | Dimension                                                                        |
| ------------------------------ | -------------------------------------------------------------------------------- |
| Antal förövare                 | Individ eller grupp                                                              |
| Relation till auktoriteter     | Anti-stat / separatist eller pro-stat / pro-etablissemang                        |
| Räckvidd                       | Inomstatlig eller internationell                                                 |
| Militär status                 | Civil eller paramilitär / militär                                                |
| Spirituell motivation          | Religiös eller sekulär                                                           |
| Ekonomisk motivation           | Idealistisk eller entreprenörsmässig                                             |
| Politisk ideologi              | Anarkistisk eller vänster / socialistisk eller höger / fascistisk                |
| Hierarkisk roll                | Sponsor eller ledare eller mellanled eller följare                               |
| Beredd att dö                  | Självmordsbenägen eller ej självmordsbenägen                                     |
| Måltavla                       | Egendom eller individer eller massor av människor                                |
| Metod                          | Bombningar, mord, kidnappning / gisslantagande, massförgiftning, våldtäkt, övrig |
| Källa: Victoroff, Jeff (2005). |                                                                                  |

### Efter ideologi
En annan vanlig typologi utgår från den grundläggande ideologin eller motivationen: nationalistisk terrorism, religiös terrorism, etnisk terrorism, högerterrorism (högerextremism), vänsterterrorism (vänsterextremism), anarkistisk terrorism eller liberal terrorism (Robespierres "skräckvälde" 1793).

### Efter typ
Statsvetaren Robert Pape delar in terrorism efter dess typ i en artikeln om självmordsterrorister:
- Demonstrativ terrorism är sådan terrorism som främst är ägnad åt att få uppmärksamhet. Aktionerna kan vara kidnappningar, flygplanskapningar och explosioner som gruppen har varnat för på förhand. I dessa fall undviker terroristerna ofta allvarliga skador och grövre våld i syfte att inte få opinionen emot sin sak.
- Destruktiv terrorism är mer aggressiv och har ett starkare tvingande element. Destruktiva terrorister försöker orsaka verkliga skador på målgruppen, med risk för förlorade sympatier. Balansen mellan skada och sympatier beror på den politiska frågan; handlingarna riktas mot mål som inte väcker alltför stort motstånd bland potentiella sympatisörer.
- Självmordsterrorism är enligt Pape den mest aggressiva formen av terrorism. Där tas den tvingande våldsnivån till så höga nivåer att terroristen riskerar att förlora i stöd även inom den egna närgruppen. Självmordsterrorister dödar sig själva och målet är ofta valt med syfte att döda så många fiender som möjligt.

## Orsaker
För tillfället pågår en omfattande forskning inom flera olika samhällsvetenskapliga fält om terrorismens orsaker.[källa behövs] Det finns en rad orsaker till terrorism men i Europa så är det väldigt ofta separatistiska motiv bakom terrorhandlingar t.ex. ETA:s nationalistiska kamp i många decennier för ett fristående Baskien. I många fall är det ofta samverkan av flera faktorer som leder till terrorism uppkommer ett exempel är i Nordirland där ekonomi, religion (protestanter vs katoliker) och nationalism (återförena Nordirland med Irland) alla påverkade IRA:s kamp.[källa behövs]
En person som av sina myndigheterna betraktas som terrorist kan av andra betraktas som en frihetskämpe. Ett exempel på detta är organisationen ANC:s väpnade gren Umkhonto we Sizwe som hade Nelson Mandela som ledare och som räknades som en terroristorganisation av apartheid-regimen. I efterhand har istället Mandela hyllats för sin kamp mot rasism och för demokrati i Sydafrika.
Terrorattacker inom EU åren 2006–2009
|  | Separatistiska (87,6 %) |

|  | Vänsterextremistiska (7,9 %) |

|  | Högerextremistiska (0,3 %) |

|  | Islamistiska (0,3 %) |

|  | Övrigt (3,9 %) |

Enligt Europols årliga rapporter över antalet terrorattacker inom EU för åren 2006–2009 fördelade sig de totalt 1816 terrorattackerna inom EU på följande sätt::2
- Islamistiska: 6
- Högerextremistiska: 6
- Vänsterextremistiska: 144
- Separatistiska: 1590
- Ospecificerade och övriga: 70

### Ideologi och religion
Förutom nationalism så är en bidragande orsak till terrorism ofta ideologisk övertygelse. Själva idégrunden kan skilja sig starkt, ofta är den politisk eller religiös. Grupper som motiverats av vänsterideologi inkluderar Röda brigaderna, Farc och 17 november. Grupper som motiverats av högerideologi är inkluderar Grå vargarna och Combat 18. Ett uppmärksammat terrornätverk är det islamistiska al-Qaida. Dess ledare Usama bin Ladin motiverar sina aktioner med texter från Koranen. Andra islamiskt motiverade grupper är Hizbollah och Ansar al-Islam, Jemaah Islamiya och al-Aqsa Martyrernas Brigader. Även kristna grupper har använt terrorliknande metoder, till exempel Herrens motståndsarmé.
Forskning om religiös tro visar att den kan hjälpa till att få individer att samarbeta i grupp och med att motivera handling, problem som delas av alla terroristgrupper. Vissa samtida forskare menar att en evolutionär syn på religion kan förklara hur dagens terrorism utvecklas. Terrorister använder komplicerade religiösa ritualer för att associera känslor med heliga symboler och signalera gruppens gemensamma vilja till uppoffring. Dessa heliga symboler är emotionellt framkallande och starkt motiverande. De skapar solidaritet och tillit inom gruppen. Religiösa föreställningar, inklusive utlovade belöningar efter döden, tjänar till att underlätta samarbete genom att förändra bedömningen av nyttan med negativa, kostsamma handlingar, inklusive självmordsterrorism. Utvecklingsmönster i hjärnan som är unika för tonårstiden gör den till en ideal period för att rekrytera nya självmordsterrorister, exponera dem för religiös ideologi och få dem att delta i högriskbeteenden.

### Fattigdom och ojämlikhet
Enligt ekonomisk teori borde risken för politiskt våld tillta när utbildningsnivåer, per capita inkomster och tillväxt minskar. Det beror på att alternativkostnaden för att begå terrorhandlingar minskar; det en fattig terrorist ger upp är mindre värt än vad en rik riskerar förlora. Det är också tänkbart att de demokratiska kanalerna fungerar bättre i samhällen med välutbildade, resursstarka invånare. Flera studier har dock undersökt om internationell terrorism kan ha sin grund i fattigdom eller ekonomisk ojämlikhet. Den omfattande forskningen har visat att faktorer som social och ekonomisk ojämlikhet och låg utbildning saknar samband med internationell terrorism. Internationella terrorister är ofta högutbildade och mycket kosmopolitiska. Etnonationalistiska ledare har ofta formats i sina nationalistiska ståndpunkter genom sin utbildning. Internationella terroraktioner är ofta kostsamma i förhållande till enskilda inkomster. För inhemsk terrorism skiljer sig resultaten delvis. 

### Självbestämmande och nationalism
En statsvetare som argumenterar för denna förklaring, istället för religion, är Robert Pape, som har studerat självmordsbombare. Pape har dock kritiserats av senare forskare. IRA och ETA är två exempel.

### Förtryck och bristande rättigheter
I ett stort antal av de empiriska studier som gjorts över orsakerna till terrorism framträder förtryck, autokratiskt styre och bristande rättigheter, samt politiskt inflytande, som en av de viktigaste bakgrundsfaktorerna. En parasitär och korrumperad statsapparat är oftast en del av bilden. Däremot tycks demokratier vara mer utsatta som måltavlor för internationell terrorism.[källa behövs]

### Statlig eller organisatorisk hjälp
En viktig anledning till att terrorism kan fortsätta är olika former av hjälp från stater, organisationer, etniska grupper eller individer i samma land eller i andra länder. Islamiska grupper får finansiering från Saudiarabien och Iran, två exempel är den kosovoalbanska gruppen UÇK och separatistgrupper i Tjetjenien. IRA fick mycket av sin finansiering från irländare i staden Boston i USA och Libyen. USA har stött terrororganisationer över stora delar av jorden, till exempel grupper som Contras i Latinamerika. Syrien har stött en rad terroristgrupper.[källa behövs]
Studier har även visat att internationellt bistånd till en stat har ett samband med ett ökat antal terroristattacker från den staten.

### Individuella faktorer
Terrorhandlingar är nästan alltid en form av våldsbrott. Den forskning som finns sedan tidigare om våldsbrott visar att individuella psykologiska faktorer har stor betydelse. Ålder, kön, personlighet, uppväxtfaktorer, socioekonomisk status och andra faktorer spelar in. Studier visar att terrorister nästan alltid är män, nästan alltid mellan 18 och 30 år och många gånger (men inte alltid) ogifta.

## Strategi och metoder
Strategin för terrorism är främst beroende av psykologiska effekter. Det berörda målet blir chockat och överväldigat. Genom spridningen av osäkerhet och kaos kan terroristernas ideologi verkställas. Sett till förhållandet mellan insats och resultat kan terrorism vara en mycket effektiv form av krigföring. Med relativt lite arbete och utrustning kan mycket stor skada och stort intryckt åstadkommas.
Faktum är att alla terroristorganisationer delar vissa grundläggande egenskaper, såsom en relativt svag ställning i förhållande till den omtvistade maktapparaten. Våldet riktas ofta mot mål med högt symbolvärde (till exempel religiösa platser, offentliga byggnader), i syfte att förödmjuka fienden och att provocera, men också allt mer mot så kallade mjuka mål, såsom platser i det offentliga livet som är svåra att skydda (till exempel kollektivtrafik, restauranger). Det förekommer även gisslantaganden och kidnappningar, till exempel hos officiella företrädare för "fienden". Oftast är offren för terroristhandlingar helt oskyldiga åskådare, så som medborgare i för konflikten inte deltagande länder. 
Effekten av terrorism framkommer genom rapportering i massmedia, och vissa terrorister nyttjar medvetet denna kanal, till exempel genom spridning av avrättningsvideor från offer av människorov. Ett annat syfte med terroristverksamhet är mobilisering av sympatisörer och radikalisering av politiska rörelser som är nära sammankopplade till terroristgruppen. Terroristerna tenderar att se sig själva som befriare av "förtryckta". Skapande av nya supporters sker ofta genom att responsen från "fienden" på terrorattackerna blir en sådan som gynnar terroristerna. Gynnande responser kan vara undfallenhet och eftergifter men även oproportionerliga, brutala aktioner eller provokativa svarsåtgärder. Om det senare inträffar kan terroristerna positionera sig som försvarare snarare än angripare. Under senare tid har en strategi varit att åstadkomma ekonomisk skada. Genom att utsätta kraftigt skyddade mål av ekonomisk betydelse för angrepp (till exempel angrepp på oljeanläggningar eller på turistorter), kan fiendens ekonomi och en regering destabiliseras och de egna politiska målen främjas.
En viktig egenskap hos terroristgrupper är att de tenderar att organisera sig i oberoende terroristceller som kan handla helt självständigt. En terroristcell kan självständigt besluta när och var de ska ta initiativet. Terroristgrupper blomstrar ofta samtidigt med brottslig verksamhet, som inte primärt är politiskt motiverad. Den reguljära brottsligheten används för att skapa finansiella resurser för att kunna agera. Därför har organisationer som ETA eller PKK ofta en koppling till den organiserade brottsligheten.

## Förövare
| Ursprung                                                                                              | Antal dödade | Andel % |
| --- | ------------ | ------- |
| Afrikansk                                                                                             | 1304         | 14,0    |
| Hinduisk                                                                                              | 415          | 4,5     |
| Islamisk                                                                                              | 4307         | 46,3    |
| Japansk                                                                                               | 415          | 4,5     |
| Latinamerikansk                                                                                       | 1034         | 11,1    |
| Ortodox                                                                                               | 369          | 4,0     |
| Övrig                                                                                                 | 560          | 6,0     |
| Kinesisk                                                                                              | 268          | 2,9     |
| Västerländsk                                                                                          | 735          | 7,9     |
| Källa: Nuemayer & Plûmper 2008. Tabellen baseras på nationalitet, inte på etno-religiös tillhörighet. |              |         |

### Organisationer
Terroristorganisationer är organisationer som använder sig av våld mot civila för att uppnå politiska mål. Uttrycket "en mans terrorist är en annan mans frihetskämpe" brukar användas för att rättfärdiga terrorism. Även om en titulerad frihetskämpe med rätta kan kalla sig just "frihetskämpe", utesluter det inte att personen använder sig av terrordåd för att sätta skräck i etablissemanget och befolkningen för att nå sina mål. Man kan därför göra skillnad på medel (terrordåd) och den moraliska bedömningen av utföraren utifrån dess politiska mål (terrorist eller frihetskämpe)[källa behövs]. Ett terrordåd är ett terrordåd oavsett vem som utför det (utom att handlingar utförda av stater i allmänhet undantas från definitionen).
Eftersom våld som påtryckningsmetod i politiska sammanhang är vanligt stämmer definitionen ovan in på väldigt många organisationer. Huruvida man klassar en organisation som terroristorganisation eller inte – och i synnerhet huruvida man talar om den i termer av terrorism – är i hög grad en subjektiv bedömning[källa behövs]. Den som har makten har också tolkningsföreträdet. De judiska organisationerna Irgun och Lehi utförde terroristattacker men dess medlemmar betraktas inte av alla dagens israeler som terrorister. Nelson Mandela och ANC betraktades under många år som terrorister av den sydafrikanska vita regimen (se apartheid), likaså kallade de tyska nazisterna under andra världskriget medlemmarna i de olika motståndsrörelserna för terrorister.
Terrorgruppers motiv och syfte med aktionerna varierar. Den numera upplösta västtyska Röda armé-fraktionen hade som mål att genom terror medverka till en ökad statlig repression och på så sätt få arbetarklassen att mobilisera. Spanska ETA har som mål att skapa en självständig baskisk stat. Al-Qaida, har som mål att först befria den muslimska världen från icke-muslimskt inflytande för att slutligen erövra världen och införa ett islamiskt världsomspännande kalifat.[källa behövs]

## Olika länder

### Terrorism i Danmark
Terrorism i Danmark är terrorattentat som utförs i Danmark eller av personer med anknytning till Danmark. Likt övriga länder fick Danmark ett ökat fokus på att försvara sig mot terrorism efter 11 september-attackerna i New York år 2001. Attentatet i New York ledde till skärpta lagar på en rad områden. Den 31 maj 2002 antog Folketinget antiterrorlagstiftning som syftade till att förebygga terrorism både i Danmark och internationellt. De nya lagarna använde en definition som överensstämde med de som används av EU och FN.

### Terrorism i Sverige
Under 1970- och 1980-talet inträffade ett antal internationella terroristdåd inom Sverige, och föranledde att landet fick en terrorismlagstiftning. I juridisk mening har ett fåtal terroristbrott inträffat inom Sverige sedan terrorismlagstiftningen infördes, främst Stockholm 2010 (som utreddes som terroristbrott) och Stockholm 2017 (där en gärningsman fälldes för terroristbrott), båda motiverade av politisk islam och hämnd mot svenska militära insatser. 
En rad andra politiskt motiverade grova våldsbrott som har inträffat i Sverige på senare år har i debatten betecknats som terrorism men inte innefattat tillräckligt mycket våld eller inte har ansetts syfta till att injaga fruktan i befolkningen och har därför inte klassats som terroristbrott i polisutredningar eller domstolar. Sedan slutet av 1980-talet har mord och attacker utförda av vit makt-rörelsen inträffat och betecknats som terroristaktivitet av olika bedömare, men har hittills inte fälts för terroristbrott av domstolsväsendet. Däribland bombdåden i Göteborg 2016-17. Säkerhetspolisen höjde terrorhotnivån från låg till förhöjd nivå år 2010 till följd att man hade noterat ökad aktivitet inom vissa miljöer i Sverige, men bedömde ändå att hotnivån är lägre än i många andra europeiska länder.
Säkerhetspolisen ansåg 2020 att attentatshotet främst utgjordes av islamistiskt och högerextremistiskt motiverad terrorism. Nationellt centrum för terrorhotbedömning (NCT) skrev i sin Helårsbedömning för 2021 att attentatshotet i Sverige främst utgörs av högerextremistiskt och islamistiskt motiverat våld. Säpo uppskattade 2021 att attentatshotet från den högerextrema miljön och hotet från den islamistiska extremistmiljön är på samma nivå.
I dessa finns grupper och  individer som är beredda att använda våld, hot eller tvång för att nå politisk vinning eller hindra enskilda individer från att utöva sina grundlagsfästa fri- och rättigheter. Även om grupperna inte utgör allvarliga hot mot demokratin så hindrar de enskilda personer från att utöva sina lagstadgade fri- och rättigheter och kan också utgöra ett hot mot allmän ordning och säkerhet.

#### Terrorism mot svenskar utomlands

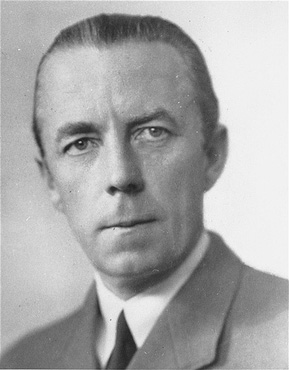
Folke Bernadotte

Den  17 september 1948 mördades FN-medlaren Folke Bernadotte av den sionistiska terrororganisationen Lehi, mera känd som Sternligan. Ligan ansåg att Bernadotte stod i vägen för ett omfångsrikt Israel eftersom han tänkte sig att det vid sidan om den judiska staten också skulle finnas en palestinsk stat, och att de palestinska flyktingarna skulle få återvända. Mordet planerades av Yehoshua Zetler, Sternligans operative chef i Jerusalem, och godkändes av en styrgrupp, bestående av den framtida israeliske premiärministern Yitzhak Shamir, som under tiden för mordet var en av Sternligans högsta ledare, Nathan Yellin-Mor, Sternligans ledare i Jerusalem, och filosofen Yisrael Eldad.
Fem svenska medborgare dödades 2002 i en terrorattack på ön Bali i Indonesien. Attacken utfördes av den islamistiska terrorgruppen Jemaah Islamiyah.
En svensk medborgare dödades vid självmordsattackerna mot World Trade Center, 11 september 2001.
Islamiska staten tillfångatog och avrättade två svenskar (kurdiska shiamuslimer) på semesterresa i Irak, och publicerade en film av händelsen våren 2018. Händelsen utreds som terroristbrott av svenska säkerhetspolisen  under ledning av åklagare vid Riksenheten för säkerhetsmål.
Två svenskar dödades och en tredje skadades vid terrordådet i Bryssel den 16 oktober 2023 när de var på väg till en fotbollsmatch.

#### Sveriges arbete mot terrorism
Den svenska strategin mot terrorism styr sedan 2015 arbetet både nationellt och internationellt. Stort fokus ligger på att förebygga och hindra rekrytering.
År 2020 röstade riksdagen igenom en lag som förbjöd samröre med terroristorganisationer.

## Internationellt juridiskt ramverk
Terrorism är enligt lag förbjudet på ett flertal sätt. I respektive land finns förbud mot våldsdåd. Eftersom en stor del av terrorismen är av internationell karaktär, nationellt överskridande, har många mellanstatliga organisationer antagit konventioner som relaterar till terrorism. 
FN:s generalförsamling har antagit fem fördrag om terrorism, vilka utgör en del av folkrätten:
- Konventionen om skydd av internationellt skyddsvärda personer, däribland diplomater, antagen 1973
- Konventionen mot gisslantagning, antagen 1979
- Konventionen för att förhindra terrorbombningar, antagen 1997
- Konventionen för att förhindra sponsring av terrorism, antagen 1999
- Konventionen för att förhindra kärnvapenterrorism, antagen 2005

FN-organ har dessutom enskilt antagit många konventioner. Den första av dessa är en konvention om kränkningar ombord på flygplan, den så kallade Tokyokonventionen. Den antogs 1963. 
Utanför FN har regionala konventioner antagits av bland annat Arabförbundet, Europarådet, och Brittiska samväldet.

### Myndigheter
- FN: UN Action to Counter Terrorism
- FN:s Säkerhetsråd: Counter-Terrorism Committee
- Justitiedepartementet: Bekämpning av terrorism
- Säkerhetspolitik.se: Terrorism produceras av Styrelsen för psykologiskt försvar
- Europol: Terrorism Situation Report 2008  PDF | EU:s polismyndighet Europol: EU Terrorism Situation and Trend Report 2008

### Forskningsinstitut och databaser
- Islamist Websites and Their Hosts Part I: Islamist Terror Organizations, organisationen Middle East Media Research Institutes lista över 25 islamistiska webbplatser och forum med anknytning till bland annat al-Qaida och Hamas.
- The International Institute For Strategic Studies
- Institute for the Prevention of Terrorism inkluderar databas över terrorincidenter
- Global Terrorism Database utvecklas av National Consortium for the Study of Terrorism and Responses to Terrorism (START) vid University of Maryland

### Forskningsartiklar
- Terrorism terrorism och filosofi; Igor Primoratz i Stanford Encyclopedia of Philosophy
- The Sociology and Psychology of Terrorism  PDF av Federal Research Division vid Library of Congress i USA
- The Evolution of Terrorism in 2005. A statistical assessment  PDF av statsvetarna Rik Coolsaet och Teun Van de Voorde vid Universiteit Gent
- Terror, Terrorism, Terrorists  PDF av sociologen Charles Tilly vid  University of Columbia
- The Moral Logic and Growth of Suicide Terrorism  PDF av antropologen Scott Atran vid University of Michigan
- The Strategic Logic of Suicide Terrorism  PDF av statsvetaren Robert Pape vid University of Chicago
- Calculating Tragedy: Assessing The Costs of Terrorism  PDF av ekonomen Bruno Frey m.fl.
- The Mind of the Terrorist  PDF av psykiatrikern Jeff Victoroff vid University of Southern California School of Medicine
- Analysis and Evolution of the Global Jihadist Movement Propaganda  PDF av Manuel Torres med flera statsvetare
- crimestart terrorism resources

### Media
- Wikimedia Commons har media som rör Terrorism.